# Калиста Флокхарт
Калиста Флокхарт (енгл. Calista Flockhart; 11. новембар 1964) је америчка глумица најпознатија по насловној улози у серији Али Мекбил, која јој је донела Златни глобус, Награду Удружења глумаца и три номинације за Еми. Такође је позната по улози Кити Вокер у серији Браћа и сестре коју је од 2006. године до 2011. године емитовала телевизијска мрежа Еј-Би-Си.